# Hrabstwo Rooks

Piramida wieku ludności hrabstwa

Hrabstwo Rooks – hrabstwo w Stanach Zjednoczonych, w stanie Kansas, z siedzibą w mieście Stockton. Zostało założone 26 lutego 1867 roku.

## Miejscowości
- Plainville
- Stockton
- Palco
- Damar
- Zurich
- Woodston

## Sąsiednie hrabstwa
- hrabstwo Phillips
- hrabstwo Smith
- hrabstwo Osborne
- hrabstwo Ellis
- hrabstwo Trego
- hrabstwo Graham